# 灯魷
灯魷（学名：Lampadioteuthis megaleia）为燈魷科灯魷屬下的一个种。